# التهاب الحلق
التهاب في الحلق أو اِلْتِهاب الحنجرة (أو ألم في الحلق) (بالإنجليزية: Sore throat)‏ هو ألم أو تهيج الحلق. وتعتبر أعراض جسدية شائعة، وعادة ما ينتج هذا الالتهاب عن التهاب البلعوم الحاد (التهاب الحلق)، وعلى الرغم من أنه يمكن أن يظهر الالتهاب نتيجة لصدمة، أو بسبب بكتريا الدفتيريا، أو غيرها من الحالات.
تكثر الإصابة به في فصل الشتاء، ويرتبط بالعديد من المسببات له وأكثرها شيوعاً الإصابة بالتهابات الجهاز التنفسي مثل الزكام أو الإصابة بفيروس الإنفلونزا.
وعادةً تزول أعراض المرض خلال أسبوع دون تدخل طبي يذكر.

## التعريف
التهاب الحلق هو الألم في أي مكان في الحلق.
ومن أعراض التهاب الحلق:
الم الحلق .
حمى .
لعيان وتقيؤ .
ألم متعدد في أنحاء مختلفة من الجسم .
صداع .
سعال .
سيلان من الانف .
الم الاذن .
فقد الشهية .
عطاس .

ضعف .
احمرار في الحلق واللوزتين .
ظهور بقع بيضاء على اللوزتين .
انتفاخ اللوز والعقد الليمفاوية .
خشونة في الصوت .

## التشخيصات المختلفة
التهاب الحلق ينتج عادة من تهيج أو التهاب. السبب الأكثر شيوعا (80٪) هو التهاب البلعوم الفيروسي الحاد، التهاب فيروسي في الحلق. وتشمل الأسباب الأخرى العدوى الأخرى (مثل التهاب الحلق)، والصدمات النفسية، والأورام. يمكن أن يحدث بسبب ارتجاع معدي مريئي وهو عبارة عن صعود حمض المعدة للمريء مما قد يؤدي أيضا لقرحة في الحلق. سبب التهاب الحلق في 37٪ من الأطفال هو التهاب البلعوم العقدي.
أو ينتج عن الخناق ( Diphtheria ) (و هو مرض بكتيري معد يسبب التهاب حاد ) .
عدوى فيروسية مثل فيروس ايبشتاين- بار (Epstein - Barr virus) .
التعرض لمواد مهيجة مثل دخان السجائر أو نتيجة حساسية .
التعرض لإصابة على الرقبة .
الإصابة بأمراض الجهاز المناعي .
التحسس من بعض المواد الكيماوية السامة .
الإصابة بالزكام أو النزلات الصدرية والالتهابات الرئوية .

## الأسباب
من الأمراض الفيروسية التي تسبب التهاب الحلق:
- الرشح، هو من أشهر أنواع العدوات الفيروسية
- التهاب الحنجرة
- ارتفاع عدد كريات الدم البيضاء (مرض التقبيل )، هي عدوى فيروسية تميل لإنتاج التهاب حلق دائم .
- عدوات فيروسية أخرى، مثل النكاف، الذباح الهربسي أو الإنفلونزا.

العدوات البكتيرية التي تسبب التهاب الحلق تحدث من :
- بكتريا الحنجرة التي لا يصاحبها بالعادة احتقان أو كحة .
- عدوى أو التهاب اللوزتين واللحميتين.
- عدوى في النسيج الذي يحيط باللوزتين (الخراج حول اللوزة).
- التهاب لسان المزمار .
- التهاب اللهاة.
- في حالات نادرة، الأمراض الجنسية مثل مرض السيلان أوالمُتَدَثِّرَة.

التهاب الحلق الذي يدوم أكثر من أسبوع سببه عادة المهيجات أو الإصابات مثل :
- المهيجات مثل الرطوبة القليلة، الدخان، تلوث الهواء، الصراخ، أوسيلان الأنف .
- تَسْتيلٌ أَنْفِيٌّ خَلْفِيّ
- التنفس من خلال الفم عند التعرض إلى احتقان في الأنف أوحساسية .
- اصابة في آخر الحلق مثل قطع أو ثقب سببه وقوع جسم حاد في الفم .
- متلازمة التعب المزمن وهو مرض يسبب تعب دائم شديد .

## السيطرة على المرض
تساعد المسكنات مثل مضاد التهاب لاستيرويدي (المسكنات)، والباراسيتامول (الأسيتامينوفين) في إدارة الألم. تنصح عيادة مايو بالغرغرة بالماء الدافئ المالحة وإراحة الصوت. تستمر الأعراض بدون علاج فعال عادة من 2-7 أيام.
في أغلب الحالات يكون المرض فيروسي المنشأ ولا يحتاج لعلاج دوائي بالمضادات الحيوية ويزول دون تدخل طبي في خلال 7 أيام وخلافا لذلك يجب مراجعة الطبيب فورا
قد يوصي الطبيب بمسكنات الم ومخفضات حرارة .
شرب السوائل الدافئة مثل الشاي أو الشاي مع الليمون والعسل.
الغرغرة عدة مرات يوميا بالماء الدافئ والملح (1/2 ملعقة صغيرة من الملح في كوب من الماء ).
إذا كان السبب هو عدوى بكتيرية قد يوصي الطبيب بمضادات حيوية .
إذا كان المريض يعاني من حساسية قد يوصي الطبيب بادوية مضادة للهيستامين.

## انتشار المرض
هناك حوالي 2.4 مليون زائر لقسم الطوارئ في الولايات المتحدة مع شكاوى متعلقة بالحلق سنويا.